# Farní sbor Českobratrské církve evangelické v Aši
Farní sbor Českobratrské církve evangelické v Aši byl farním sborem této církve v západočeském městě Aš.
Sbor zde byl založen až po roce 1945. Patřil do západočeského seniorátu.

## Historie sboru
Reformace se dostala na Ašsko v roce 1549, Českobratrská církev evangelická zde rozvinula svou práci až po roce 1945; sbor byl založen roku 1947.

## Faráři sboru
- Jaroslav Dokoupil
- Jaromír Sečkář
- Josef Šťastný (vikář)
- Lubomír Líbal (vikář)
- Ladislav Zejfart (vikář)
- Amos Jeschke (1957-1970)
- Zdeněk Šaar (1972-1979)
- Jan Šimek (1981-1986)
- Pavel Kučera (1988-2021)

Po třiatřicetileté službě faráře Kučery, který odešel do důchodu, byl sbor neobsazen kazatelem. Administrovala jej farářka Vlasta Groll z Chebu. Od 1. ledna 2024 byl s chebským sborem sloučen.